# Lammassaari (ö i Kajanaland, Kehys-Kainuu, lat 64,38, long 29,17)
Lammassaari är en ö i Finland. Den ligger i sjön Vuosanganjärvi och Hyötyjärvi och i kommunen Kuhmo i den ekonomiska regionen  Kehys-Kainuu  och landskapet Kajanaland, i den centrala delen av landet, 500 km nordost om huvudstaden Helsingfors. Öns area är 3 hektar och dess största längd är 280 meter i nord-sydlig riktning.